# 傅瑕 (春秋)
傅瑕（前8世纪？—前680年），中国春秋时期郑国大夫。
前680年，郑厉公失去君位十七年，从栎地带兵攻打郑国国都，到达大陵（今河南省新密市与新郑市之间），俘虏了傅瑕。傅瑕说：“如果放了我，我可以使国君回国再登君位。”郑厉公和他盟誓，便释放了他。六月二十日，傅瑕杀死郑君子仪和他的两个儿子，迎接厉公回国。郑厉公回国复位，就杀死了傅瑕。他派人对原繁说：“傅瑕对国君有二心，周朝有惩处这种奸臣的刑罚，现在傅瑕已经伏罪了。”